# Voie lactée
Vous lisez un « bon article » labellisé en 2017.
Pour les articles homonymes, voir Voie lactée (homonymie).
La Voie lactée, aussi nommée la Galaxie (avec une majuscule), est une galaxie spirale barrée qui comprend entre 200 et 400 milliards d'étoiles, et au moins autant de planètes. Elle abrite le Système solaire et donc la Terre. Son diamètre est estimé à 100 000 à 120 000 années-lumière, voire jusqu'à 200 000 années-lumière, bien que le nombre d'étoiles au-delà de 120 000 années-lumière soit très faible. Son cortège de galaxies satellites et elle font partie du Groupe local, lui-même rattaché au superamas de la Vierge appartenant lui-même à Laniakea. Le Système solaire se situe à environ 27 000 années-lumière du centre de la Voie lactée, lequel est constitué d'un trou noir supermassif, Sagittarius A*.
Observée depuis le Système solaire, qui est situé sur le bord de sa structure en disque, la Galaxie ressemble à une bande blanchâtre. L'accumulation d'une multitude d'étoiles que l'on ne peut distinguer à l'œil nu lui donne son aspect « lacté », comme l'avancent dans l'Antiquité Démocrite et Anaxagore. Grâce à sa lunette astronomique, Galilée démontre le premier, en 1610, que cette bande est due à la présence de nombreuses étoiles. L'astronome Thomas Wright élabore, en 1750, un modèle de la Galaxie, qui est repris par le philosophe Emmanuel Kant, lequel avance que les nébuleuses observées dans le ciel sont des « univers-îles ». Dans les années 1920, l'astronome Edwin Hubble prouve qu'elle n'est qu'une galaxie parmi plusieurs et clôt ainsi le Grand Débat qui porte notamment sur la nature des nébuleuses. C'est à partir des années 1930 que le modèle actuel de galaxie spirale avec un bulbe central s'impose pour la Voie lactée.
Les plus anciennes étoiles de la Galaxie sont apparues après les âges sombres du Big Bang ; elles sont donc presque aussi âgées que l'Univers même. Par exemple, l'âge de HE 1523-0901, la plus vieille étoile de la Voie lactée, est de 13,2 milliards d'années. Selon des référentiels cosmologiques, l'ensemble de la Galaxie se déplace à une vitesse d'environ 600 km/s. Les étoiles et les gaz qui se trouvent à une grande distance de son centre galactique se déplacent à environ 220 km/s par rapport à ce centre. Les lois de Kepler ne pouvant expliquer cette vitesse constante, il est apparu nécessaire d'envisager que la majorité de la masse de la Voie lactée n'émet ni n'absorbe de rayonnement électromagnétique et est donc constituée d'une substance hypothétique, la matière noire.

## Étymologie et histoire du nom

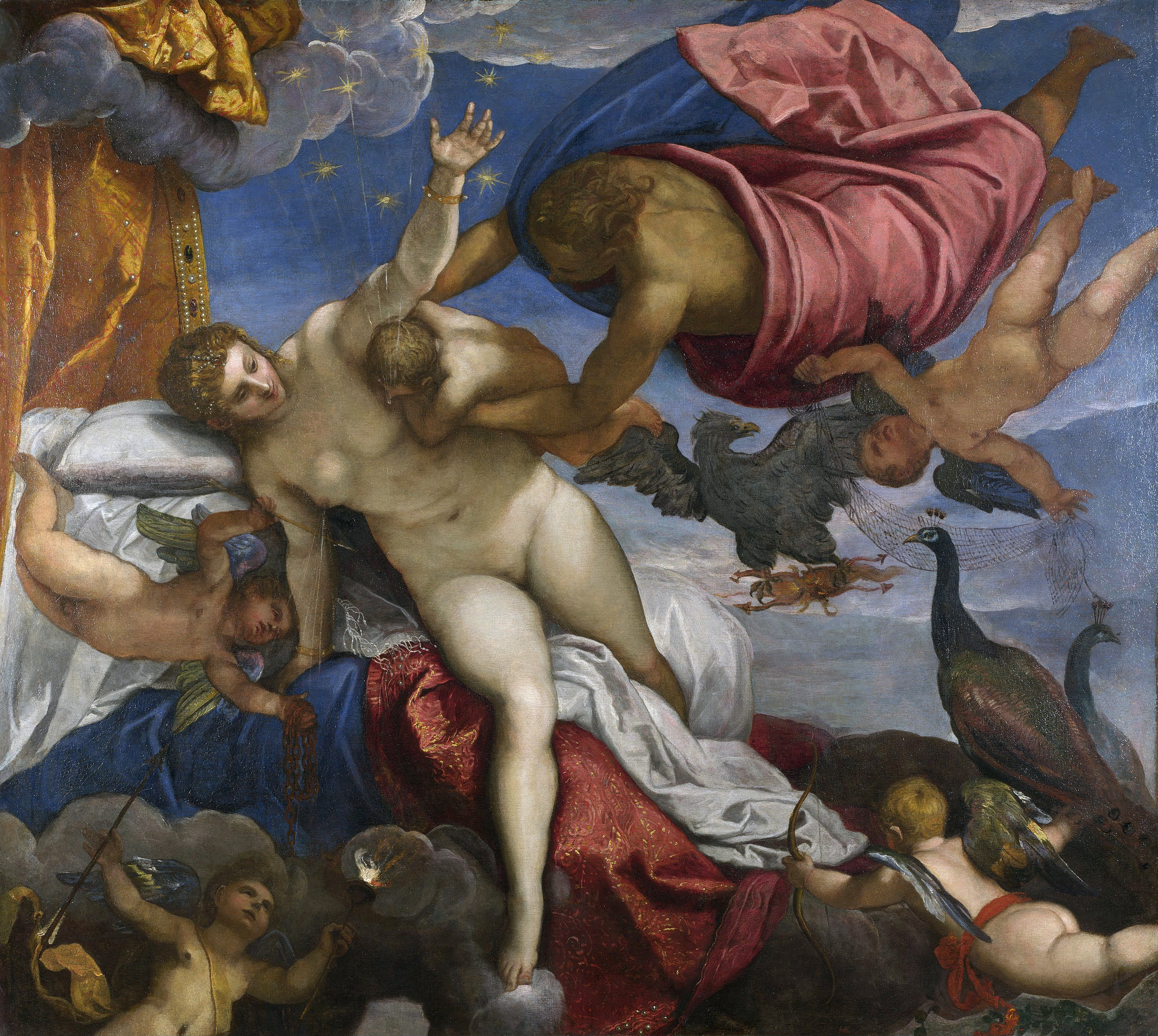
L'Origine de la Voie lactée selon Le Tintoret.

Le nom de « Voie lactée » est emprunté, par l'intermédiaire du latin via lactea, au grec ancien γαλαξίας κύκλος / galaxías kúklos, signifiant littéralement « cercle galactique », « cercle lacté » ou « cercle laiteux »,,. γαλάξια / galáxia désignait une offrande de flan au lait selon Garnet et Boulanger. Elle fait partie des onze cercles que les anciens Grecs ont identifiés dans le ciel : le zodiaque, le méridien, l'horizon, l'équateur, les tropiques du Capricorne et du Cancer, les cercles arctique et antarctique et les deux colures passant par les deux pôles célestes.
Cette désignation trouve son origine dans la mythologie grecque : dans le récit le plus courant, Zeus, désirant rendre Héraclès immortel, lui fait téter le sein d'Héra alors endormie. Celle-ci essaye d'arracher Héraclès de son sein, et y parvient en laissant une giclée de lait s'épandre dans le ciel, formant la Voie lactée. Selon une seconde version, peu de temps après la naissance d'Héraclès, Hermès enlève l'enfant et le place dans le lit d'Héra endormie : aucun des fils de Zeus ne peut devenir immortel s'il n'a tété au sein de la déesse. Affamé, le bébé s'approche de celle-ci et commence à téter. Se réveillant, Héra aperçoit l'enfant et, indignée, le repousse ; le lait divin se répand dans le ciel en une traînée blanchâtre, la Voie lactée. Dans une troisième version, Alcmène abandonne son enfant par crainte de la vengeance d'Héra. Athéna convainc cette dernière d'allaiter le bébé, mais Héraclès tète trop goulûment et Athéna doit le rendre à sa mère. Si les interprétations mythologiques de la Voie lactée sont nombreuses et diverses, la Galaxie est presque toujours considérée comme une rivière ou un chemin : « Fleuve » des Arabes, « Rivière de lumière » des Hébreux, « Rivière céleste » des Chinois, « Lit du Gange » dans la tradition sanskrite.
L'adjectif en grec ancien γαλαξίας / galaxías, « de lait, lacté », formé du mot γάλα / gála, au génitif γάλακτος / gálaktos, « lait », et du suffixe adjectival -ίας / ías, est aussi l'origine du nom « Galaxie) puis, plus tard, de tous les ensembles d'étoiles,,,,.

## Observations et découvertes
Dans l'Antiquité, les premières observations des comètes donnent naissance à de nombreuses mythologies de la Voie lactée puis à des interprétations issues de la philosophie naturelle grecque. Aristote dans son traité Du ciel divise le cosmos en monde céleste, composé d'éléments sphériques parfaits, et monde sublunaire avec ses objets imparfaits. Dans son traité des Météorologiques, il considère la Voie lactée comme un phénomène atmosphérique placé dans la moyenne région sublunaire. Selon Macrobe, Théophraste, disciple d'Aristote, regarde la Voie lactée comme le point de suture des deux hémisphères qui réunit et forme la sphère céleste ; là où les hémisphères se rejoignent, elle est selon lui plus brillante qu'ailleurs. Mais Démocrite et Anaxagore, bien plus anciens, jugent que cette blancheur céleste doit être produite par une multitude d'étoiles, trop petites pour les distinguer à l'œil nu. Cette conception stellaire de la Voie lactée apparaît d'abord en Inde.
Claude Ptolémée synthétise 500 ans d'observations dans son Almageste rédigé au IIe siècle. Il propose un modèle mathématique où la Terre est au centre de l'Univers (il épouse donc la vision philosophique d'Aristote) et les autres objets célestes tournent autour selon des parcours circulaires. L'influence aristotélicienne, grâce à l’Almageste de Ptolémée, reste prédominante en Occident jusqu'au XVe siècle. Cependant, le philosophe néoplatonicien Olympiodore le Jeune dès le VIe siècle réfute cette conception météorologique par deux arguments principaux : des planètes passent parfois devant la Voie lactée et elle n'a aucun effet sur la parallaxe.
Tandis que plusieurs astronomes arabes et perses du Moyen Âge penchent pour son origine stellaire, Al-Biruni, astronome perse du début du XIe siècle, décrit la Galaxie comme un rassemblement de nombreuses étoiles nébuleuses. Alhazen réfute la théorie d'Aristote en opérant une tentative d'observation et de mesure de la parallaxe et ainsi « détermina que parce que la Voie lactée n’a pas de parallaxe, elle est très éloignée de la Terre et n'appartient pas à son atmosphère ». Au début du XIIe siècle, l'astronome andalou Avempace est d'avis que la Voie lactée est faite d'un grand nombre d'étoiles, mais que la réfraction de l'atmosphère terrestre lui donne l'aspect d'un « voile continu ». Pour appuyer sa thèse, il étudie la conjonction de Mars et de Jupiter de février 1117 : elle a l'aspect d'une figure élancée malgré l'aspect circulaire des deux planètes.
L'observation à l'œil nu de la Voie lactée ne permet de distinguer qu'une très faible partie des étoiles dont elle se compose. Avec sa lunette astronomique, Galilée découvre dès 1610 que la Voie lactée est un « amas de toutes petites étoiles » mais considère à tort qu'elle n'est pas constituée de gaz, (alors qu'il s'avérera qu'elle regorge de nombreuses nébuleuses).
Dans son Opera philosophica et mineralia (1734), le philosophe suédois Emanuel Swedenborg avance que les galaxies sont des univers-îles. En 1750, l'astronome Thomas Wright, dans son ouvrage An Original Theory or New Hypothesis of the Universe, étudie la structure de la Galaxie et imagine qu'elle forme un nuage aplati, disque parsemé d'étoiles parmi lesquelles se trouve le Soleil. L'apparence de la Voie lactée est « un effet optique dû à l'immersion de la Terre dans une couche plate composée d'étoiles de faible luminosité », écrit-il. Le philosophe Jean-Henri Lambert parvient à des conclusions identiques en 1761,. Dans un traité de 1755, le philosophe Emmanuel Kant, s'appuyant sur les travaux de Wright, spécule correctement que la Voie lactée pourrait être un corps en rotation composé d'un nombre immense d'étoiles retenues par la gravitation, de la même façon que le Soleil retient les planètes du Système solaire, mais à une échelle nettement plus vaste. Le disque d'étoiles ainsi formé serait observé comme une bande dans le ciel depuis la Terre (qui se trouve à l'intérieur du disque). Il conjecture aussi que des nébuleuses, visibles dans le ciel nocturne, seraient des « galaxies » semblables à la nôtre. Il qualifie la Voie lactée et les « nébuleuses extragalactiques » d'« univers-îles »,,,.
Dans son Exposition du système du monde, ouvrage de vulgarisation publié en 1796, Pierre-Simon de Laplace fait l'hypothèse que de « nombreuses « nébuleuses » […] sont en réalité des galaxies très éloignées, formées de myriades d'étoiles ».

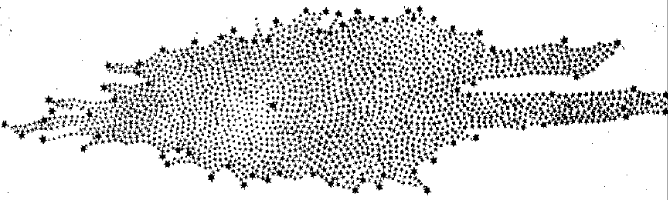
Notre Galaxie vue par William Herschel en 1785. Il supposait que le Système solaire était près du centre.

La première tentative de décrire la forme de la Voie lactée et la position du Soleil au sein de celle-ci est effectuée par William Herschel en 1785 en dénombrant les étoiles dans différentes régions du ciel. Il construit un schéma mettant le Soleil près du centre de la Voie lactée (hypothèse fausse selon les données actuelles). Ne connaissant pas la distance des étoiles, il suppose pour élaborer son modèle quantitatif cinq hypothèses de base dont plusieurs se révéleront fausses : toutes les étoiles ont une même luminosité intrinsèque, leur distance décroît en proportion de leur magnitude apparente et absence d'extinction interstellaire.
En 1845, William Parsons construit un télescope plus puissant qui permet de différencier les galaxies elliptiques des galaxies spirales. Son instrument permet d'observer des sources de lumière distinctes dans quelques nébuleuses, ce qui conforte la conjecture de Kant,.

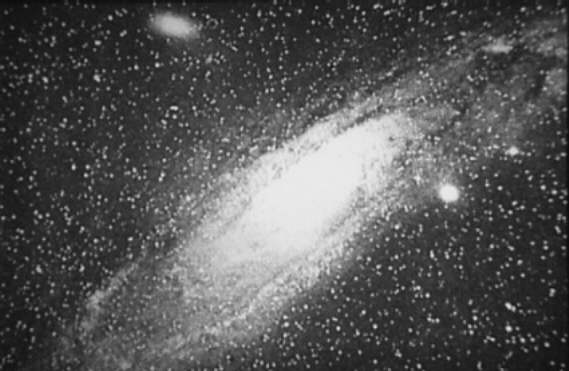
Photographie (1899) de la « Grande nébuleuse d'Andromède », plus tard appelée la galaxie d'Andromède.

En 1917, Heber Curtis observe la nova S Andromedae dans la « Grande nébuleuse d'Andromède ». En analysant les archives photographiques d'Andromède, il découvre onze novas, et calcule qu'elles sont, en moyenne, dix fois moins lumineuses que celles de la Voie lactée. Il établit la distance des novas de la galaxie d'Andromède à 150 kpc. Il devient un partisan de la théorie des univers-îles, qui avance entre autres que les nébuleuses spirales sont des galaxies indépendantes. En 1920, Harlow Shapley et Heber Curtis engagent le Grand Débat, qui concerne la nature de la Voie lactée, les nébuleuses spirales et la taille de l'Univers. Pour soutenir l'hypothèse que la grande nébuleuse d'Andromède est une galaxie extérieure, Curtis note la présence de bandes sombres (dark lanes) rappelant les nuages de poussières de la Voie lactée et un décalage Doppler élevé.

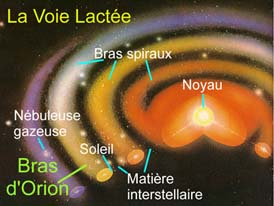
Coupe de la Voie lactée donnant la position du Soleil.

Les premiers travaux quantitatifs relatifs à la structure détaillée de notre Galaxie remontent à 1918 avec Harlow Shapley. En étudiant la répartition sur la sphère céleste des amas globulaires, il parvient à l'image selon laquelle notre Galaxie est une structure symétrique de part et d'autre de son disque visible, et que son centre est situé dans la direction de la constellation du Sagittaire aux coordonnées approximatives de 17h 30m, {\displaystyle \delta } = -30°,. Ainsi est-il établi que le Soleil ne peut être situé au centre de la Voie lactée,. Une dizaine d'années plus tard, Bertil Lindblad puis Jan Oort montrent indépendamment que les étoiles de la Voie lactée tournent autour du centre, mais selon une rotation différentielle (c'est-à-dire que leur période orbitale dépend de leur distance au centre), et qu'un amas globulaire et certaines étoiles ne tournent pas à la même vitesse que le disque, suggérant fortement une structure en spirale,,.
Grâce à la résolution optique du télescope Hooker de 2,5 mètres de l'observatoire du Mont Wilson, l'astronome Edwin Hubble produit des photographies astronomiques qui montrent des étoiles individuelles dans les parties externes de quelques nébuleuses spirales. Il découvre aussi quelques céphéides, dont une dans la nébuleuse d'Andromède (M31 du catalogue de Messier) qui lui sert de repère pour estimer la distance à la nébuleuse (selon ses calculs, elle se trouve à 275 kpc du Soleil, trop éloignée pour faire partie de la Voie lactée). Toujours dans les années 1920, il publie des articles qui rapportent l'existence d'autres galaxies. Ses travaux mettent fin au Grand Débat,,.
Une des conséquences du Grand Débat est la tentative de déterminer la nature elliptique ou spirale de la Voie lactée qui fait alors l'objet d'une quarantaine de modèles différents. Jacobus Kapteyn, en utilisant un raffinement de la méthode d'Herschel, propose un modèle en 1920 à l'image d'une petite galaxie elliptique d'environ 15 kpc de diamètre, avec le Soleil près du centre. La mise en évidence du phénomène de rotation galactique par Jacobus Kapteyn en 1922 et d'extinction interstellaire par Robert Jules Trumpler en 1930 aboutissent à l'élaboration dans les années 1930 du modèle actuel de galaxie spirale avec un bulbe central.

## Apparence depuis la Terre

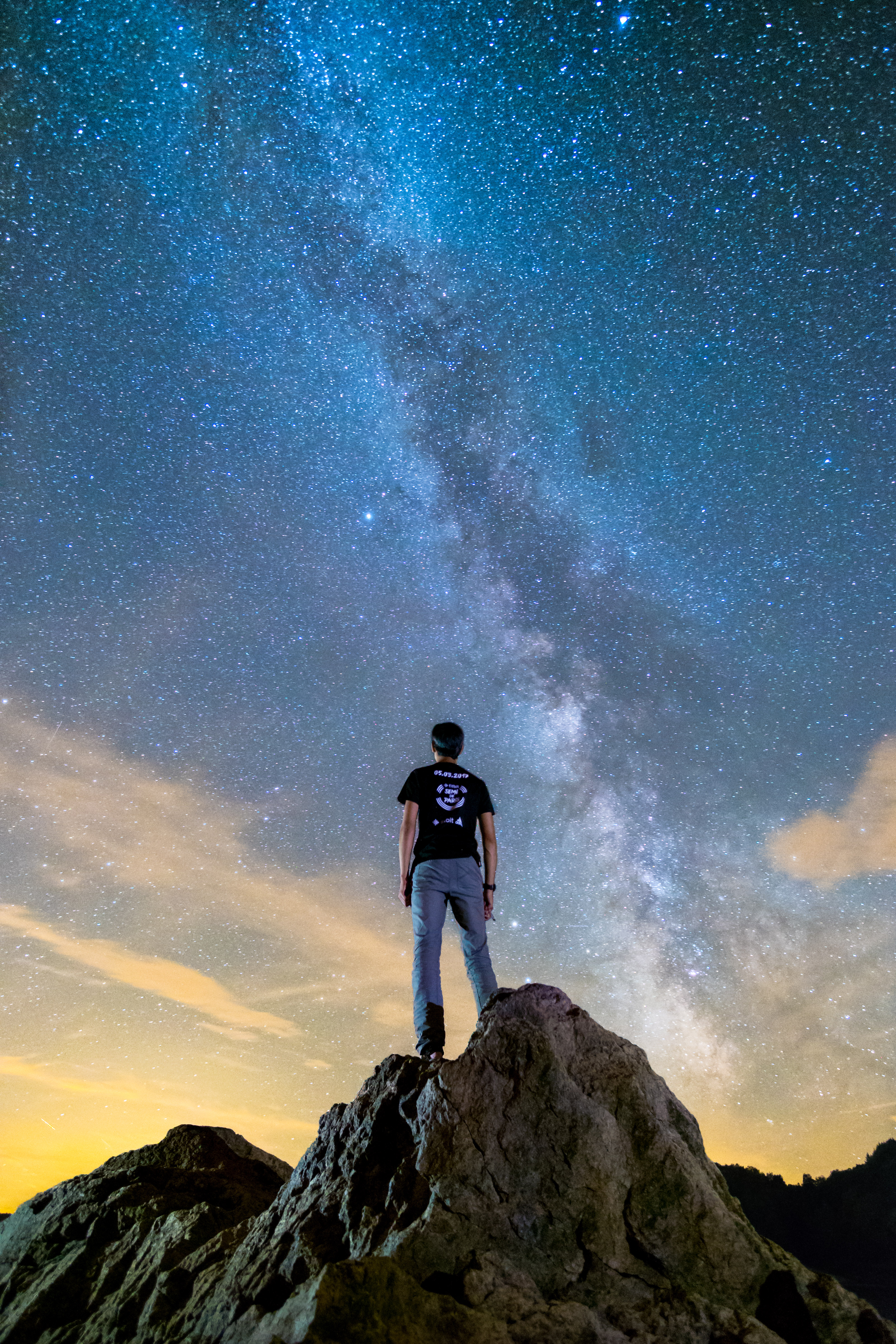
La Voie Lactée vue depuis le Parc naturel régional du Morvan.

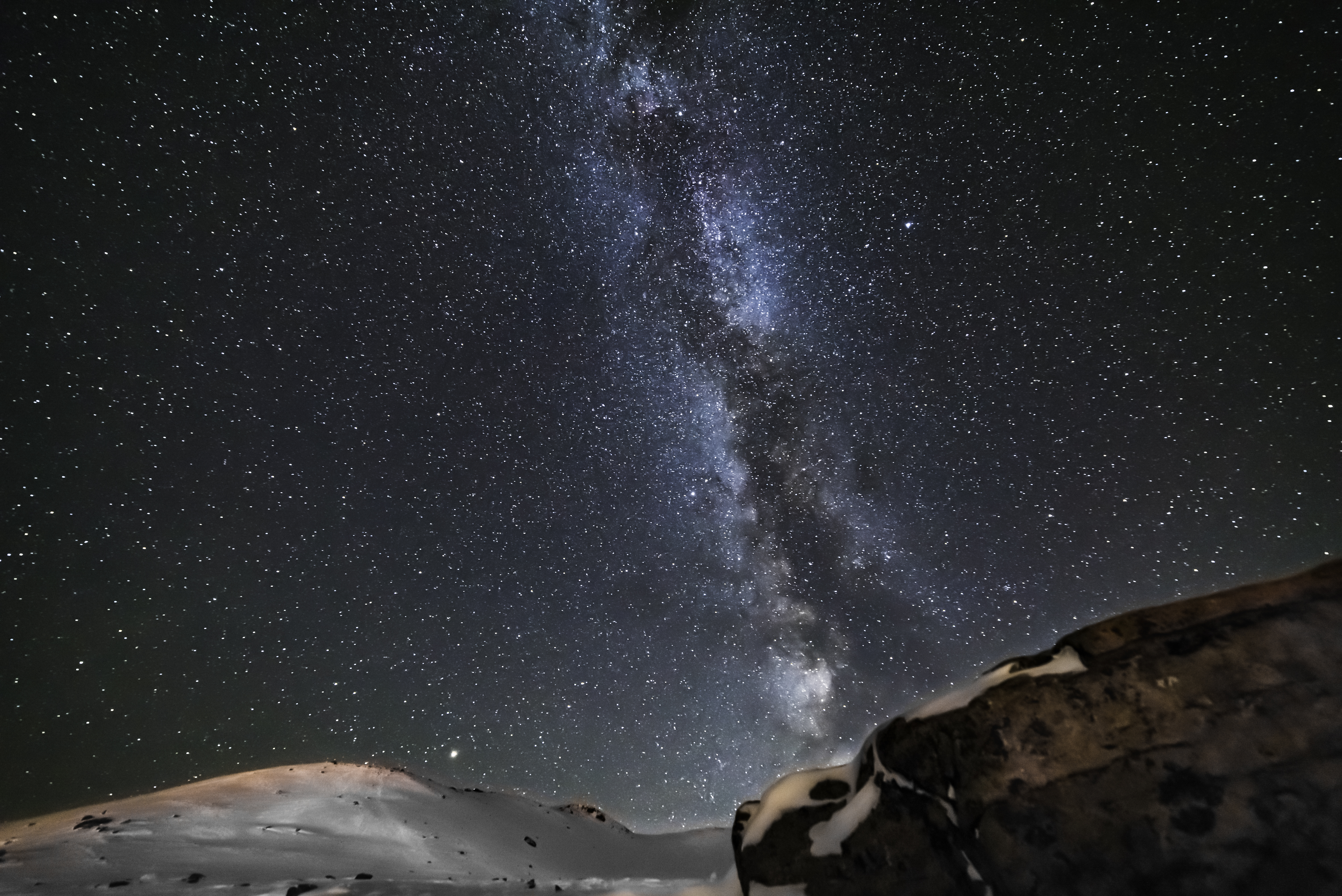
La Voie lactée près de Jasper (Alberta) au Canada (octobre 2018).

Observée de la Terre, la Voie lactée ressemble à une bande blanchâtre qui forme un arc d'environ 30° dans le ciel. Toutes les étoiles que l'on peut discerner à l'œil nu font partie de la Voie lactée ; celles indiscernables à l'œil nu ainsi que d'autres objets célestes dans la direction du plan galactique sont la source de la lumière diffuse de cette bande. Dans les régions sombres de la bande, telles que le Grand Rift et le Sac de charbon, la lumière des étoiles lointaines est absorbée par la poussière cosmique. La partie du ciel occultée par la Voie lactée est la zone d'évitement.
« Les plus lumineuses des galaxies connues sont environ cent fois plus brillantes que la Voie lactée, qui brille elle-même comme dix milliards de soleils. »
Pourtant, la brillance de surface de la Voie lactée est relativement faible. Sa visibilité est significativement réduite en présence de pollution lumineuse ou lorsque la Lune éclaire le ciel. La luminosité du ciel doit être plus faible qu'environ 20,2 magnitude par seconde d'arc au carré (mag/as2) pour pouvoir observer la Galaxie. Elle est en général visible quand la magnitude limite visuelle est d'environ +5,1 ou mieux ; plusieurs détails sont visibles lorsqu'elle atteint +6.1. En conséquence, elle est difficile à observer depuis les milieux urbains éclairés de nuit, mais relativement facile à observer dans un milieu rural si la Lune se trouve sous l'horizon. Plus d'un tiers de la population humaine ne pourrait observer la Voie lactée à cause de la pollution lumineuse.
Observée de la Terre, la région visible du plan galactique de la Voie lactée comprend 30 constellations,.
Le plan galactique est incliné d'environ 60° par rapport à l'écliptique (le plan de l'orbite terrestre). Relativement à l'équateur céleste, il s'étend au nord jusqu'à la constellation de Cassiopée et au sud jusqu'à la constellation de la Croix du Sud, ce qui démontre, relativement au plan galactique, la grande inclinaison du plan équatorial de la Terre et du plan de l'écliptique. Le pôle Nord galactique est proche de β Comae Berenices, alors que le pôle Sud galactique est proche d'α Sculptoris. À cause de cette grande inclinaison, l'arc de la Voie lactée peut apparaître très bas ou très haut dans le ciel nocturne selon le moment de l'année et de la nuit. Pour les observateurs à la surface de la Terre situés entre 65° nord et 65° sud, la Voie lactée passe deux fois par jour au-dessus de leur tête.

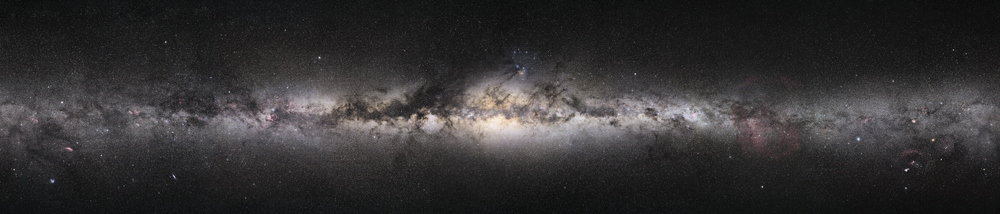
Vue à 360° de la Voie lactée. Ce photomontage comprend des photos prises dans l'hémisphère nord (à Fort Davis aux États-Unis) et d'autres, dans l'hémisphère sud (à Broken Hill en Australie).

Mosaïque d'images de Wide-field Infrared Survey Explorer montrant la Voie lactée dans les constellations circumpolaires boréales de Cassiopée et Céphée. Janvier 2012.

## Formation

### Galactogenèse
L'existence de la Voie lactée a débuté sous la forme d'une ou plusieurs petites masses de densité supérieure à la moyenne peu après le Big Bang. Quelques-unes de ces masses ont fait office de germes pour les amas globulaires où leurs plus vieilles étoiles restantes font maintenant partie du halo galactique de la Voie lactée. Quelques milliards d'années après la naissance des premières étoiles, la masse de la Voie lactée était suffisamment grande pour entretenir une vitesse tangentielle élevée. À cause de la conservation du moment cinétique, le milieu interstellaire gazeux s'est aplati, passant de la forme d'un sphéroïde à un disque. C'est dans ce disque que se sont formées ultérieurement les étoiles. La plupart des jeunes étoiles de la Voie lactée, y compris le Soleil, se trouvent dans le disque galactique,.
À la suite de la formation des premières étoiles, la Voie lactée a grandi à la fois par fusion de galaxies (particulièrement dans ses premières années de croissance) et par accrétion du gaz présent dans le halo galactique. À l'heure actuelle, grâce au courant magellanique, elle attire des matériaux de deux galaxies satellitaires, les Petit et Grand nuages de Magellan,. Des caractéristiques de la Galaxie, tels la masse stellaire, le moment cinétique et la métallicité des régions très éloignées, laissent penser qu'elle n'a fusionné avec aucune grande galaxie dans les derniers dix milliards d'années. Cette absence de fusions récentes est inhabituelle parmi les galaxies spirales,.
Toutefois la Voie lactée a semble-t-il fusionné avec une autre galaxie il y a, justement, dix milliards d'années environ. Durant les 22 premiers mois d'observation du télescope spatial Gaia, l'étude de sept millions d'étoiles a permis de découvrir que 30 000 d'entre elles font partie d'un groupe d'étoiles vieilles se déplaçant toutes sur des trajectoires allongées dans la direction opposée à la majorité des autres étoiles de la galaxie, y compris le Soleil. Elles se distinguent également dans le diagramme H-R, ce qui indique qu'elles appartiennent à une population stellaire distincte. Leurs caractéristiques sont en accord avec les simulations informatiques de fusions de galaxies. Des centaines d'étoiles variables et 13 amas globulaires de la Voie lactée suivent des trajectoires similaires, indiquant qu'elles faisaient aussi partie de la galaxie disparue, dénommée Gaïa-Encelade. Les simulations indiquent qu'elle était dix fois plus petite que la Voie lactée actuelle (donc de la taille d'un nuage de Magellan), mais il y a dix milliards d'années la Voie lactée était elle-même beaucoup plus petite qu'aujourd'hui (peut-être d'un facteur 40 %), ce qui fait de cette fusion un événement majeur de l'histoire de notre galaxie,.
Selon des études récentes, la Voie lactée et la galaxie d'Andromède se trouvent dans ce qui est surnommé la « vallée verte » du diagramme couleur-magnitude des galaxies. Cette région est peuplée de galaxies faisant un transit du « nuage bleu » (des galaxies qui créent régulièrement des étoiles) à la « séquence rouge » (des galaxies qui ne créent plus d'étoiles). La naissance d'étoiles dépend de la présence de gaz interstellaire susceptible de servir de matériau. Dans la vallée verte, ce gaz est de moins en moins présent. L'observation de galaxies similaires à la Voie lactée montre qu'elle est parmi les plus rouges et les plus brillantes de toutes les galaxies spirales qui continuent de créer des étoiles et qu'elle est légèrement plus bleue que les galaxies bleues de la séquence rouge. Des simulations numériques indiquent que la formation d'étoiles dans la Voie lactée cessera dans 5 Ga (milliards d'années), après un sursaut de création d'étoiles à la suite de la collision avec la galaxie d'Andromède, d'ici 4 Ga.

### Âge et histoire cosmologique

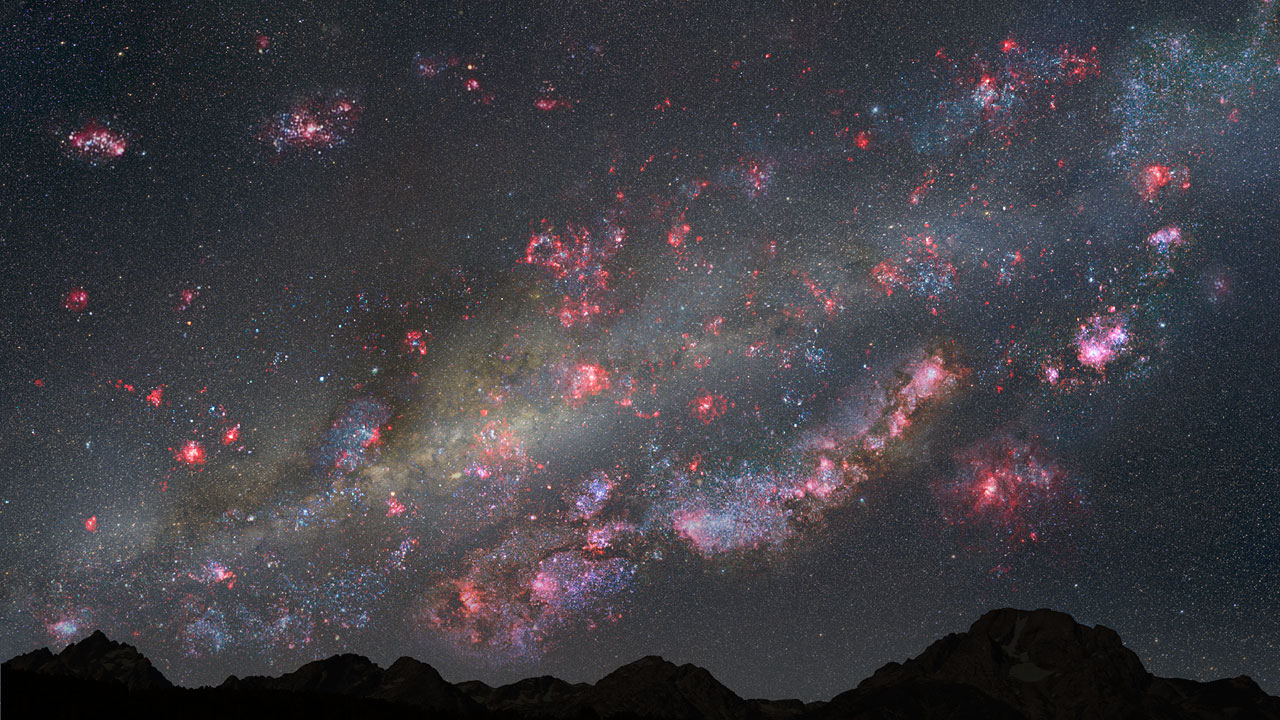
Ciel nocturne d'une hypothétique planète de la Voie lactée il y a 10 Ga.

Les amas globulaires sont parmi les plus vieux objets de la Galaxie, ce qui permet de fixer une limite inférieure à l'âge de la Voie lactée. L'âge des étoiles peut être déduit en mesurant l'abondance des radioisotopes de longue demi-vie, tels le thorium 232 et l'uranium 238, puis comparer ces résultats à des estimations de leur abondance originelle. Selon cette technique, l'âge de BPS CS 31082-0001 (étoile dite de « Cayrel »), serait 12,5 ± 3 Ga, alors qu'il serait de 13,8 ± 4 Ga pour BD +17° 3248. Une autre technique de calcul s'appuie sur l'étude des naines blanches. Lorsqu'elles se forment, elles se refroidissent par émissions de radiations et leur surface refroidit régulièrement. En comparant la température des naines blanches les plus froides aux températures théoriques initiales, il est possible d'estimer leur âge. Selon cette technique, l'âge de l'amas globulaire M4 a été estimé à 12,7 ± 0,7 Ga.
L'âge de plusieurs étoiles solitaires du halo galactique est proche de l'âge de l'Univers, soit 13,8 Ga. Par exemple, HE 1523-0901 (une étoile géante rouge) serait âgée de 13,2 Ga. C'est l'étoile la plus âgée de la Galaxie selon les observations de 2007 ; c'est donc l'âge minimal de la Galaxie. Une autre étoile, HD 140283 (une étoile sous-géante dite « étoile-Mathusalem »), serait âgée de 14,46 ± 0,8 Ga ; elle est donc apparue au plus tard voici 13,66 Ga,,. En novembre 2018, des astronomes rapportent la découverte dans la Voie lactée d'une étoile vieille de 13,5 Ga, ce qui en fait l'une des plus vieilles étoiles connues de l'Univers. Faisant partie d'un système binaire, 2MASS J18082002-5104378 B est une minuscule étoile ultra-pauvre en métal constituée en majorité de matériaux issus du Big Bang,,.
Le disque mince de la Voie lactée se serait formé voici 8,8 ± 1,7 Ga. Les mesures effectuées laissent penser qu'il y aurait eu un hiatus de presque 5 Ga entre les créations du halo galactique et du disque mince. Des scientifiques, après avoir étudié la signature chimique de milliers d'étoiles, ont suggéré que la création stellaire a diminué d'un ordre de grandeur voisin de 10 à 8 Ga. Cette diminution serait survenue au moment où le disque mince se formait, suggérant que le disque et la structure barrée ont brassé le gaz interstellaire au point de le rendre trop chaud pour soutenir le rythme de création des étoiles.
Le chercheur britannique Lynden-Bell démontre en 1976 que les galaxies satellitaires de la Voie lactée ne sont pas distribuées aléatoirement ; leur répartition serait la conséquence du bris d'un système plus grand qui aurait produit une structure annulaire d'un diamètre de 500 000 al et épaisses de 50 000 al. Les quasi-collisions entre galaxies, comme celle anticipée avec la galaxie d'Andromède dans 4 Ga, génèrent d'énormes masses de gaz interstellaire qui, sur une longue durée, se contractent de façon à former des galaxies naines perpendiculaires au disque principal. En 2005, des chercheurs, après avoir analysé la répartition des amas globulaires et les minces traces laissées à la suite de la désagrégation des galaxies naines, déterminent qu'ils participent aussi à la création de tels anneaux de matière. En 2013, un autre chercheur démontre qu'un tel anneau existe aussi autour de la galaxie d'Andromède, faisant partie d'une structure en rotation, ce qui suggère qu'elle a été précédemment en contact avec la Voie lactée. Cependant, cette hypothèse est invalide même en tenant compte de l'existence d'un halo de matière noire. Si la théorie MOND était vraie, alors il serait plausible que les deux galaxies soient entrées en contact voici de 11 à 7 Ga. Un chercheur avance que si l'existence de la matière noire implique un condensat de Bose-Einstein superfluide, alors la théorie MOND serait vraie pour certains états de la matière.
Par ailleurs, la Galaxie entrera en collision avec le Grand Nuage de Magellan dans environ un milliard d'années, bien avant la collision anticipée avec la galaxie d'Andromède,.

## Taille et masse

Carte stellaire de l'environnement proche du Soleil (point bleu au centre), comprenant les 2000 étoiles les plus brillantes, d'après les relevés du satellite Hipparcos. Le disque galactique est mis en évidence par la densité d'étoiles brillantes au centre de l'image.

La Voie lactée est la deuxième plus grande galaxie du Groupe local, derrière la galaxie d'Andromède. Le diamètre de son disque est le plus souvent estimé entre 100 000 et 120 000 années-lumière (al).
Après avoir étudié les données spectroscopiques de LAMOST et de SDSS, des scientifiques indiquent que son diamètre peut atteindre 200 000 al, même si le nombre d'étoiles au-delà de 120 000 al est très faible,.
L'épaisseur du disque galactique est en moyenne de 1 000 al,. À titre comparatif, si le Système solaire jusqu'à l'orbite de Neptune était de la taille d'une pièce de monnaie de 25 mm, la Voie lactée aurait la taille des États-Unis. L'anneau de la Licorne, filament d'étoiles qui entoure la Voie lactée en ondulant au-dessus et au-dessous du plan galactique, pourrait appartenir à la Galaxie. Si c'est le cas, le diamètre de la Voie lactée serait plutôt de 150 000 à 180 000 al,.

Profil schématique de la Voie lactée (PNG : pôle Nord galactique ; PSG : pôle Sud galactique).

L'estimation de la masse de la Voie lactée varie selon la méthode et les données utilisées. Jusqu'en 2023, La plus faible valeur est de 5,8 × 1011 M☉ (masses solaires), significativement moins que la galaxie d'Andromède,,. Les mesures prises par le Very Long Baseline Array en 2009 ont permis d'établir des vitesses aussi élevées que 254 km/s pour des étoiles se trouvant au bord de la Galaxie. Puisque ces vitesses orbitales dépendent de la masse contenue à l'intérieur du rayon orbital, il faut envisager que la masse de la partie s'étendant jusqu'à 160 000 al du centre égale à peu près celle de la galaxie d'Andromède, soit 7 × 1011 M☉. En 2010, une mesure de la vitesse radiale des étoiles du halo galactique a déterminé que la masse à l'intérieur d'une sphère de 80 kpc égale 7 × 1011 M☉. Une autre étude, publiée en 2014, avance une masse de 8,5 × 1011 M☉ pour toute la Galaxie, ce qui représente environ la moitié de la masse totale de la galaxie d'Andromède. En 2019, une étude basée sur des observations de Gaia et Hubble a estimé la masse de la Voie lactée dans un rayon de 129 000 al autour du bulbe galactique à 1,10 × 1012 à 2,29 × 1012 M☉, c'est-à-dire approximativement 1 500 milliards de masses solaires. Mais les incertitudes, notamment sur la masse de la matière noire, restent très grandes et, selon la quantité de cette substance hypothétique, la masse de la Voie lactée pourrait atteindre 2 300 milliards de masses solaires.
Selon le modèle ΛCDM, la majorité de la masse de la Galaxie serait constituée de matière noire, une forme de matière hypothétique à la fois invisible et sensible à la gravitation. Le halo de matière noire s'étendrait uniformément jusqu'à une distance d'au moins 100 kpc du centre galactique. En tenant compte de cette hypothèse, les modèles mathématiques avancent une masse totale entre 1 et 1,5 × 1012 M☉. Une étude publiée en 2013 avance une masse aussi élevée que 4,5 × 1012 M☉, alors qu'une étude publiée en 2014 avance une masse moindre, 0,8 × 1012 M☉.
La masse de toutes les étoiles de la Voie lactée est approximativement de 4,6 × 1010 M☉ ou de 6,43 × 1010 M☉. Les gaz interstellaires forment une partie non négligeable de la Galaxie ; ils sont composés à 90 % d'hydrogène et à 10 % d'hélium en masse. La masse du gaz interstellaire représente entre 10 % et 15 % de la masse totale des étoiles de la Voie lactée. La poussière interstellaire représente 1 % de la masse totale du gaz.
En 2023, grâce aux observations du télescope spatial Gaia, une équipe internationale a révisé à la baisse les valeurs précédemment estimées. La nouvelle valeur proposée pour la masse de la Voie lactée est de 2,06+0,24
 −0,13 × 1011 M☉. Cette valeur inférieure à celle des autres galaxies du même type suscite des interrogations. De plus, ces observations montrent que la vitesse de rotation des étoiles autour du centre galactique, qui dépend peu de la distance au centre dans les galaxies spirales, semble être différente dans la Voie lactée, les étoiles éloignées tournant moins vite que les plus proches du centre (suivant la loi de Kepler pour des distances au centre galactique de 19 à 26,5 kpc), ce qui remet en cause la quantité de matière noire estimée pour la Voie lactée. L'équipe de François Hammer, à la suite d'une étude sur un disque d'un rayon de 80 000 al, avance que la masse de la Voie lactée pourrait être plus faible encore. Toutefois, Françoise Combes indique qu'il est trop tôt pour conclure, l'extérieur de la Galaxie pouvant être très massif, et avance que rien ne laisse penser que la Voie lactée aurait une structure différente des autres galaxies.
Malgré sa taille et sa masse, la Galaxie est microscopique à l'échelle de l'Univers. Des observations menées avec des instruments modernes ont permis d'estimer le nombre de galaxies de l'Univers observable à 200 milliards,. Une étude publiée en 2016, s'appuyant sur les données recueillies par le télescope spatial Hubble, avance plutôt une quantité dix fois plus élevée, soit 2 000 milliards de galaxies.
| Année de l'étude | Origine de la mesure | Valeur proposée                                         |
| ---------------- | -------------------- | ------------------------------------------------------- |
| 2006             |                      | 0,58 × 1012 M☉                                          |
| 2009             |                      | 0,7 × 1012 M☉                                           |
| 2010             |                      | 0,57 × 1012 M☉ - 0,99 × 1012 M☉ dans un rayon de 80 kpc |
| 2011             | Sources multiples    | (1,26 ± 0,24) × 1012 M☉                                 |
| 2014             |                      | 0,5 × 1012 M☉ - 1,2 × 1012 M☉                           |
| 2014             |                      | 0,64 × 1012 M☉ - 11,1 × 1012 M☉                         |
| 2019             | Gaia et Hubble       | 1,10 × 1012 M☉ - 2,29 × 1012 M☉                         |
| 2023             | Gaia                 | 2,06 × 1011 M☉                                          |

## Composition

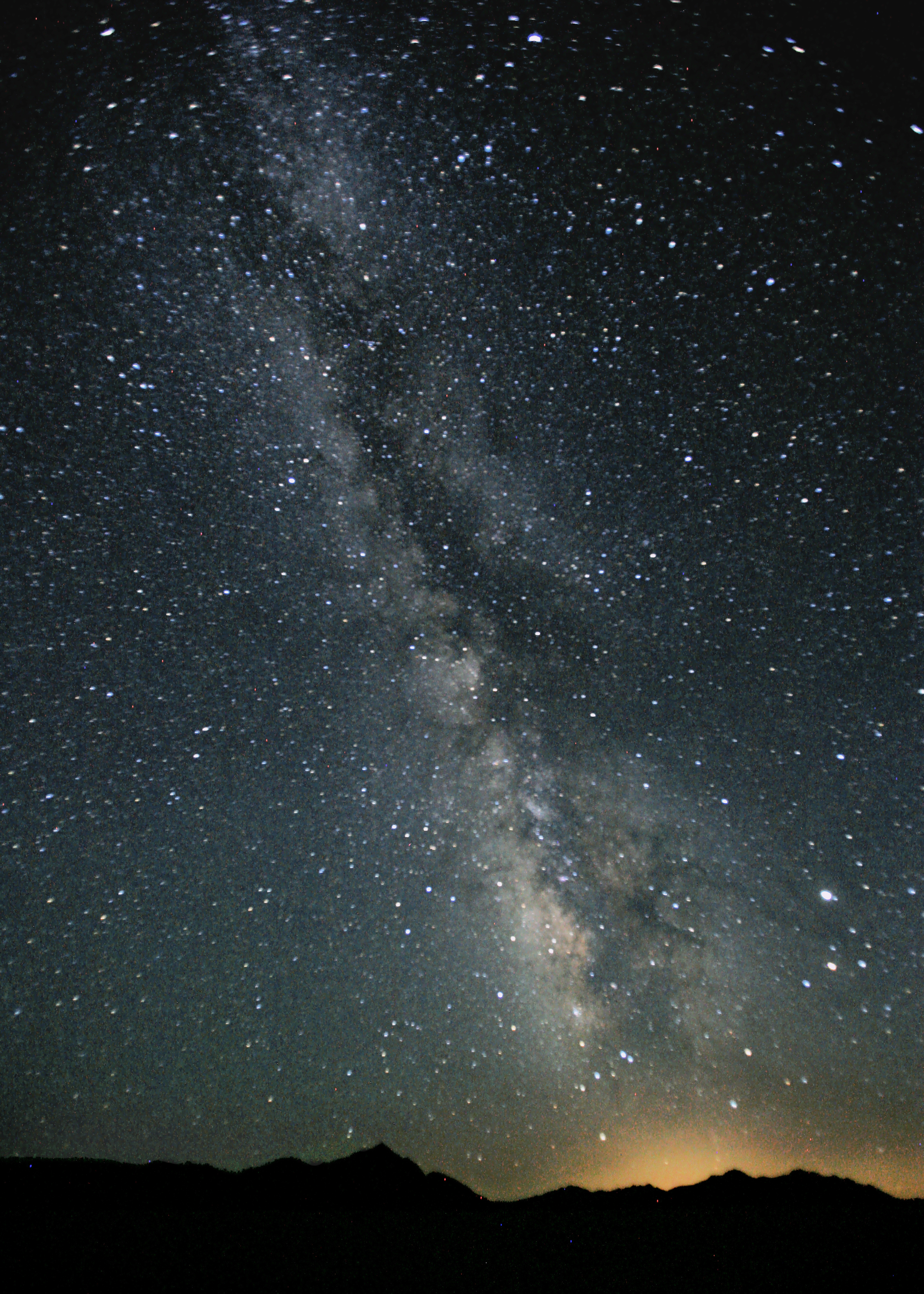
La Voie lactée et le centre galactique (masse lumineuse proche de la crête des montagnes) lorsqu'observée en direction de la constellation du Sagittaire. Photo prise dans le désert de Black Rock par une nuit sombre.

### Structure
Les étoiles de la Voie lactée sont plongées dans le milieu interstellaire, un mélange de gaz, de poussières et de rayons cosmiques. Ce milieu, en forme de disque, s'étend jusqu'à des centaines d'années-lumière pour les gaz les plus froids et jusqu'à des milliers d'années-lumière pour les gaz les plus chauds,. La concentration d'étoiles dans le disque diminue graduellement en s'éloignant du centre galactique. Au-delà d'un rayon d'environ 40 000 al du centre galactique, pour des raisons inconnues, la densité des étoiles décroît plus rapidement en s'éloignant du centre. Le centre du disque est entouré d'un halo galactique sphérique composé d'étoiles et d'amas globulaires dont la taille est limitée par deux satellites de la Voie lactée, le Grand et le Petit nuage de Magellan, dont les apsides vis-à-vis du centre galactique sont distantes d'environ 180 000 al. À cette distance ou plus loin, l'orbite de la plupart des objets du halo serait sensiblement modifiée par les nuages de Magellan. Dès lors, ces objets échapperaient probablement à l'influence de la Voie lactée,.

### Étoiles
La Galaxie est composée de 200 à 400 milliards d'étoiles,, (à titre comparatif, la galaxie d'Andromède comprend environ 1 000 milliards d'étoiles). Les quantités exactes dépendent du nombre d'étoiles de masses très faibles, qui sont difficiles à détecter — particulièrement à des distances supérieures à 300 al du Soleil.
Notre galaxie est composée à 73 % de naines rouges, 13 % de naines oranges et 6%  de naines jaunes comme le Soleil. La Voie lactée pourrait contenir dix milliards de naines blanches, un milliard d'étoiles à neutrons et cent millions de trous noirs stellaires. Ces estimations sont très incertaines, car la plupart des objets non stellaires sont difficiles à détecter ; par exemple, l'estimation pour les trous noirs va de dix millions à un milliard,,,
Dans la Galaxie, 20 étoiles voyagent à près de deux millions de kilomètres par heure ; parmi celles-ci, 13 proviennent de l'extérieur de la Galaxie ; leur origine est inconnue en 2018.

### Planètes
La Galaxie comprend au moins 100 milliards de planètes,,
L'observation de microlentilles gravitationnelles et de transits astronomiques laisse penser qu'il y aurait au moins autant de planètes liées à des étoiles qu'il y a d'étoiles dans la Voie lactée. Selon une étude publiée en janvier 2013, qui exploite des observations du télescope spatial Kepler, il y aurait au minimum une planète par étoile dans la Galaxie, ce qui permet d'estimer qu'elle contiendrait 100 à 400 milliards de planètes. Le nombre de nébuleuses planétaires s'élève à environ 3 000. L'observation de microlentilles amène à conclure qu'il y a plus d'objets libres de masse planétaire qui ne font pas partie de systèmes planétaires qu'il n'y a d'étoiles,. Des études de 2024 donnent le chiffre de plus de mille milliards de planètes errantes dans notre galaxie,.
Une autre analyse des données de Kepler, aussi publiée en janvier 2013, mentionne un minimum de 17 milliards d'exoplanètes de la taille de la Terre. En novembre 2013, des astronomes annoncent que, selon les données recueillies par Kepler, la Voie lactée pourrait contenir plus de 40 milliards de planètes de la taille de la Terre qui orbiteraient dans la zone habitable de systèmes planétaires centrés sur un jumeau du Soleil ou une naine rouge,,. Onze milliards de ces planètes seraient en orbite autour d'un jumeau du Soleil. Des scientifiques avancent qu'une planète de ce type se trouverait à 12 années-lumière de notre Système solaire,. Des exocomètes (comètes hors du Système solaire) ont aussi été observées et pourraient même être courantes dans la Voie lactée.

## Structure

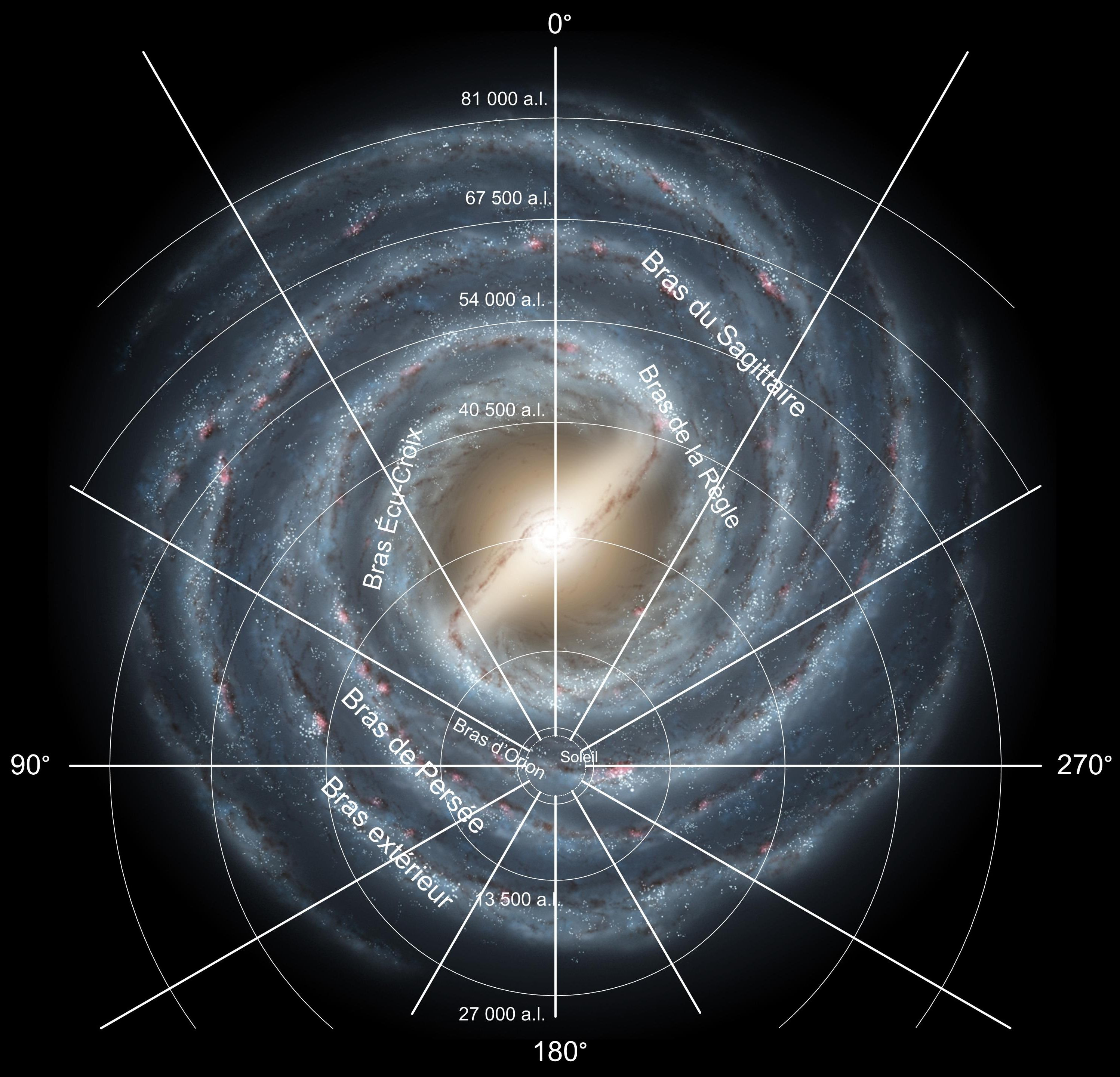
Vue d'artiste de la structure en spirale de la Voie lactée qui montre la barre au centre et deux bras spiraux majeurs. Agrandir l'illustration pour observer le système de coordonnées galactiques.

La Voie lactée comprend une barre centrale entourée d'un disque composé de gaz, de poussières et d'étoiles. Ces trois types d'objets astronomiques forment des structures en forme de bras, chacun ressemblant grossièrement à une spirale logarithmique. La distribution de la masse est de type Sbc selon la séquence de Hubble et typique des galaxies spirales avec des bras courbes relativement lâches. C'est dans les années 1990 que les astronomes commencent à soupçonner que la Voie lactée est une galaxie spirale barrée, plutôt qu'une galaxie spirale. Leurs soupçons ont été confirmés en 2005 grâce aux observations du télescope spatial Spitzer qui montrent que la barre centrale de la Galaxie est plus prononcée que ne le pensaient les spécialistes. Selon la classification de Vaucouleurs, il s'agit donc d'une galaxie SB(rs)bc II.

### Quadrants galactiques
On peut diviser la Voie lactée en quatre secteurs circulaires appelés « quadrants galactiques ». Dans la pratique astronomique courante, le Soleil est situé au pôle Nord galactique dans le système de coordonnées galactiques. Les quadrants sont identifiés à l'aide d'un nombre : « 1er quadrant galactique », « 2e quadrant galactique » ou « 3e quadrant de la Voie lactée ». La demi-droite qui part du pôle Nord galactique, donc du Soleil, et qui joint le centre galactique fait par convention un angle de 0°. Les quadrants sont alors définis ainsi : 
- 1er quadrant galactique : 0° ≤ longitude (ℓ) ≤ 90°[169] ;
- 2e quadrant galactique : 90° ≤ ℓ ≤ 180°[167] ;
- 3e quadrant galactique : 180° ≤ ℓ ≤ 270°[168] ;
- 4e quadrant galactique : 270° ≤ ℓ ≤ 360° (0°)[166].

### Centre galactique
La distance séparant le Soleil du centre galactique se situe dans une fourchette allant de 26 000 à 28 000 al. Elle est établie en ayant recours à des méthodes géométriques ou en s'appuyant sur la luminosité des chandelles standards, les résultats variant selon la méthode retenue,,,,. Le bulbe galactique, assimilé à une sphère d'environ 10 000 al centrée sur le centre galactique, comprend une concentration particulièrement élevée de vieilles étoiles. Quelques scientifiques pensent que la Voie lactée ne possède pas de bulbe galactique, mais plutôt un assemblage de pseudo-bulbes galactiques qui aurait été formé à la suite de fusions galactiques, ce qui pourrait expliquer la présence d'une barre centrale.
Plusieurs études ont démontré que les galaxies dites normales sont centrées sur un trou noir supermassif,. Le centre galactique comprend une radiosource intense appelée Sagittarius A*, découverte en 1974, dont le diamètre est de 45 millions de kilomètres. En octobre 2018, l'Observatoire européen austral (ESO) annonce que la radiosource comprend un trou noir supermassif,,,. Il pèserait entre 4,1 et 4,5 millions de fois la masse solaire.
En janvier 2015, la NASA rapporte avoir observé un jet de rayons X 400 fois plus brillant que la normale (un record) dont la source est Sagittarius A*. Ce jet aurait pu être causé par la désintégration d'un astéroïde tombant dans un trou noir ou par le confinement des lignes magnétiques des gaz circulant dans Sagittarius A*. En mai 2022 est publiée la première photo du disque d'accrétion du trou noir supermassif au centre de la Galaxie.
La nature de la barre de la Galaxie est sujette à débat, l'estimation de sa demi-longueur allant de 3 000 à 16 000 al, alors que son inclinaison, relativement à la ligne de vue reliant la Terre au centre galactique, va de 10 à 50°,,. Certains scientifiques avancent que la Galaxie comprend deux barres, l'une nichée dans l'autre. Cependant, les étoiles variables de type RR Lyrae ne forment pas avec certitude une barre galactique,,. La barre pourrait être entourée de ce qui est appelé l'« anneau de 5 kpc » (16 000 al) qui contient une grande partie de l'hydrogène moléculaire présent dans la Voie lactée ; elle est aussi le siège de la majorité des phénomènes menant à la naissance des étoiles. Si la Voie lactée était observée de la galaxie d'Andromède, la barre en serait la région la plus lumineuse. Les émissions de rayons X en provenance de son cœur sont alignées sur les étoiles qui entourent la barre centrale et la crête galactique.

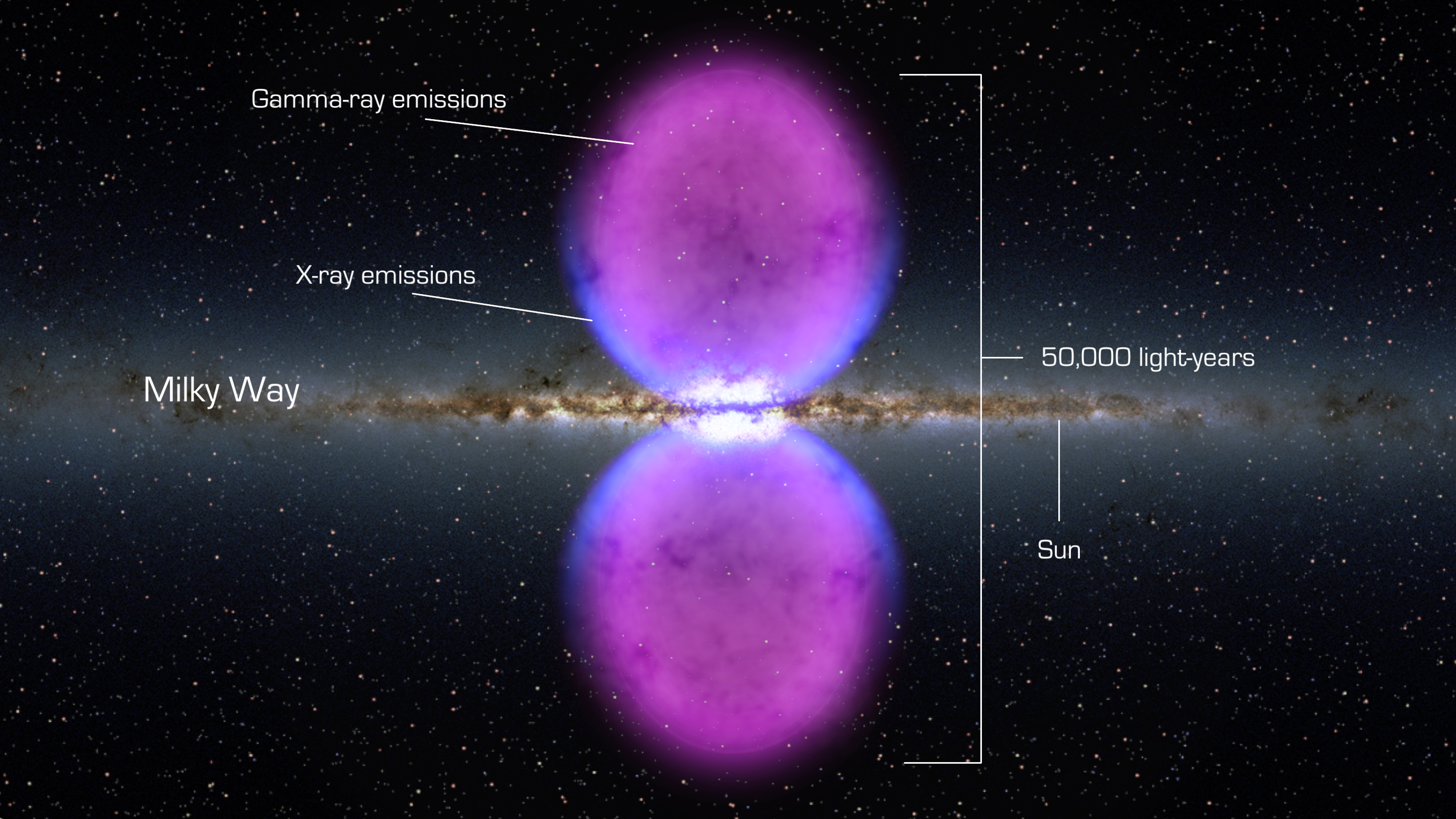
Illustration des deux gigantesques bulles de Fermi (en rose) de la Voie lactée (segment horizontal), sièges de puissantes émissions de rayons X (bleu-violet).

En 2010, le Fermi Gamma-ray Space Telescope a permis de découvrir deux gigantesques bulles, sièges de puissantes émissions électromagnétiques, au nord et au sud du cœur galactique. Le diamètre de chaque « bulle de Fermi » est d'environ 25 000 al ; dans le ciel de l'hémisphère sud de la Terre, elles couvrent plus de la moitié du ciel visible, s'étendant de la constellation de la Vierge jusqu'à celle de la Grue,. Par la suite, les observations du radiotélescope de Parkes ont permis d'identifier des émissions polarisées typiques des bulles de Fermi. Ce phénomène serait la conséquence d'un flux magnétique sortant consécutif à la formation d'étoiles à l'intérieur d'une sphère de 640 al entourant le centre de la Voie lactée.

### Bras spiraux
Dans les régions éloignées de l'influence gravitationnelle de la barre centrale, les astronomes organisent le plus souvent la structure stellaire et le milieu interstellaire du disque de la Voie lactée en quatre bras spiraux. Ces bras sont constitués d'un mélange de gaz et de poussières habituellement plus dense que la moyenne galactique ; ils comprennent aussi une plus grande concentration de pouponnières d'étoiles (des régions HII), et de nuages moléculaires.
La structure en spirale de la Voie lactée est hypothétique et aucun consensus ne s'est dégagé sur la nature des bras spiraux. Le modèle d'une spirale logarithmique parfaite n'approxime que très grossièrement les structures proches du Système solaire, parce que les bras galactiques peuvent, de façon imprévisible, se diviser, fusionner et se tordre ; de plus, ils présentent souvent des aspects irréguliers,,. Selon un scénario crédible, le Soleil se trouve d'ailleurs à l'intérieur d'un éperon ou d'un bras local ; ce scénario se répète peut-être ailleurs dans la Galaxie.
Comme dans la plupart des galaxies spirales, chaque bras suit grossièrement une loi logarithmique. L'angle d'inclinaison, relativement au disque galactique, se situe dans une fourchette allant de 7 à 25°,. Il y aurait quatre bras spiraux dont l'origine se trouve à proximité du centre galactique :
| Couleur                                                       | Bras                                                                      |
| ------------------------------------------------------------- | ------------------------------------------------------------------------- |
| Cyan                                                          | Bras de Persée et bras de 3 kpc                                           |
| Mauve                                                         | Bras de la Règle et du Cygne (y compris une extension découverte en 2004) |
| Vert                                                          | Bras Écu-Croix                                                            |
| Rose                                                          | Bras Sagittaire-Carène                                                    |
| Il existe au moins deux petits bras ou embranchements, dont : |                                                                           |
| Orange                                                        | Bras d'Orion (qui contient le Système solaire)                            |

Bras spiraux observés (lignes pleines) et extrapolés (lignes en pointillés). Des segments partent du Soleil (au centre en haut) en direction de constellations dont le nom est abrégé par trois lettres.

La position des bras spiraux Écu-Croix et Sagittaire-Carène fait qu'on peut tracer à partir du Soleil des droites tangentes à ces bras. Si ces bras contenaient une surdensité d'étoiles comparativement au disque galactique, ces surdensités se manifesteraient, sur la voûte céleste, plus particulièrement aux points déterminés par ces droites. Deux études dans l'infrarouge, sensible aux étoiles géantes rouges mais pas à l'extinction causée par la poussière, ont démontré la surdensité dans le bras Écu-Croix mais pas dans Sagittaire-Carène : le premier comprend environ 30 % plus de géantes rouges que ce qui est calculé lorsqu'un bras spiral est absent,. En 2008, l'astrophysicien Robert Benjamin s'est appuyé sur cette étude pour suggérer que la Voie lactée ne comprend que deux bras stellaires majeurs : celui de Persée et Écu-Croix. Les autres bras comprennent un excédent de gaz, mais pas de vieilles étoiles. En décembre 2013, des astronomes, après avoir établi la distribution des jeunes étoiles et des pouponnières d'étoiles, ont conclu que la Galaxie comprend quatre bras spiraux,,. Deux bras spiraux auraient donc été construits par de vieilles étoiles, et quatre bras par du gaz et de jeunes étoiles. Cette différence est encore inexpliquée en 2013.

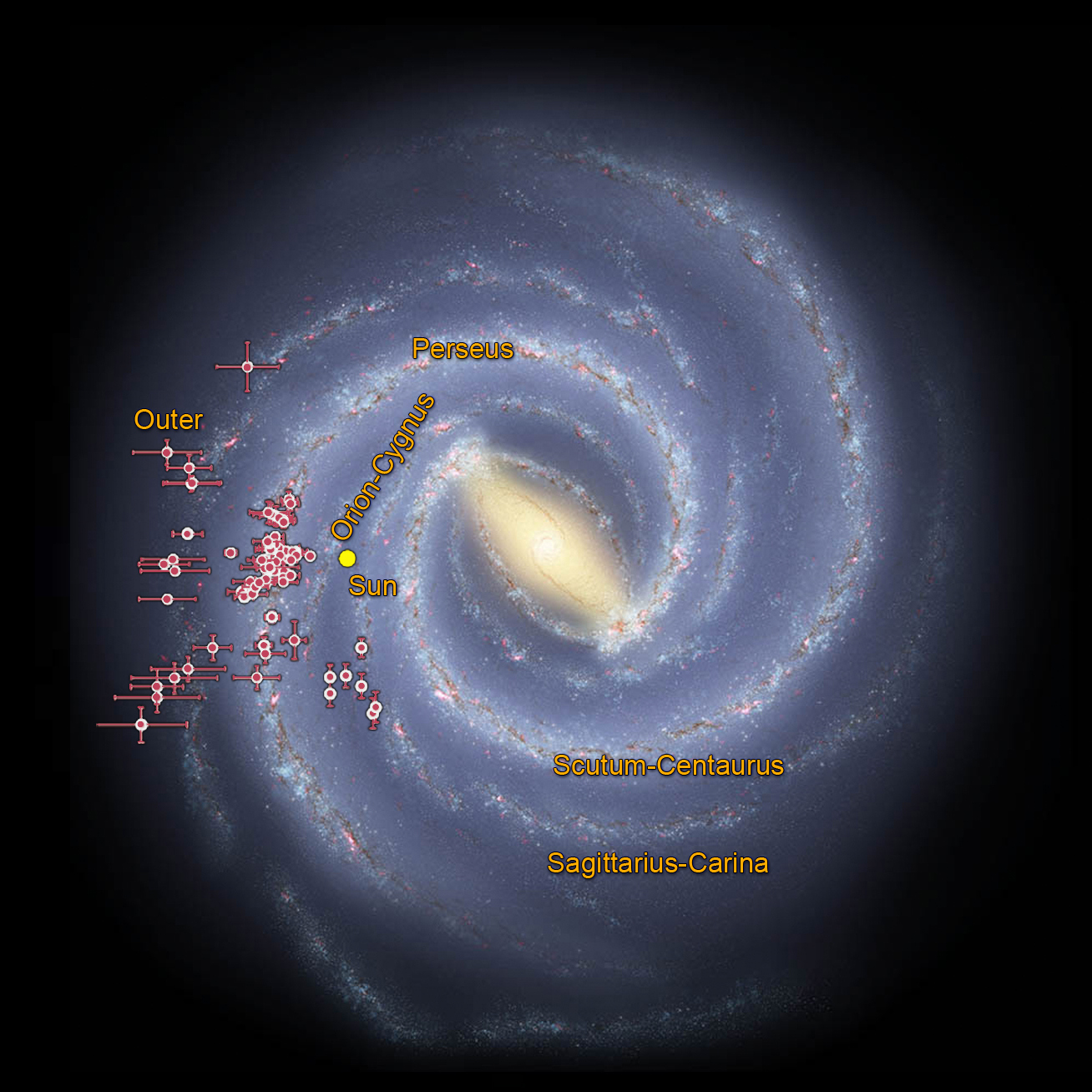
Les amas globulaires détectés par WISE ont permis d'affiner la position des bras spiraux de la Voie lactée. Le Soleil se trouve à la gauche dans ce schéma.

Le bras de 3 kpc proche a été découvert dans les années 1950 par l'astronome H. van Woerden et ses collaborateurs grâce à l'analyse de la raie à 21 centimètres de l'hydrogène atomique,. Il s'éloigne du bulbe galactique à plus de 50 km/s. Il se trouve dans le 4e quadrant galactique à une distance d'environ 5,2 kpc du Soleil et à 3,3 kpc du centre galactique. Le bras de 3 kpc lointain a été découvert en 2008 par l'astronome Tom Dame du Harvard-Smithsonian Center for Astrophysics. Il est situé dans le 1er quadrant galactique à une distance d'environ 3 kpc du centre galactique,.
Les résultats d'une simulation publiés en 2011 laissent penser que les bras spiraux de la Voie lactée sont le résultat de multiples collisions avec la galaxie naine du Sagittaire.

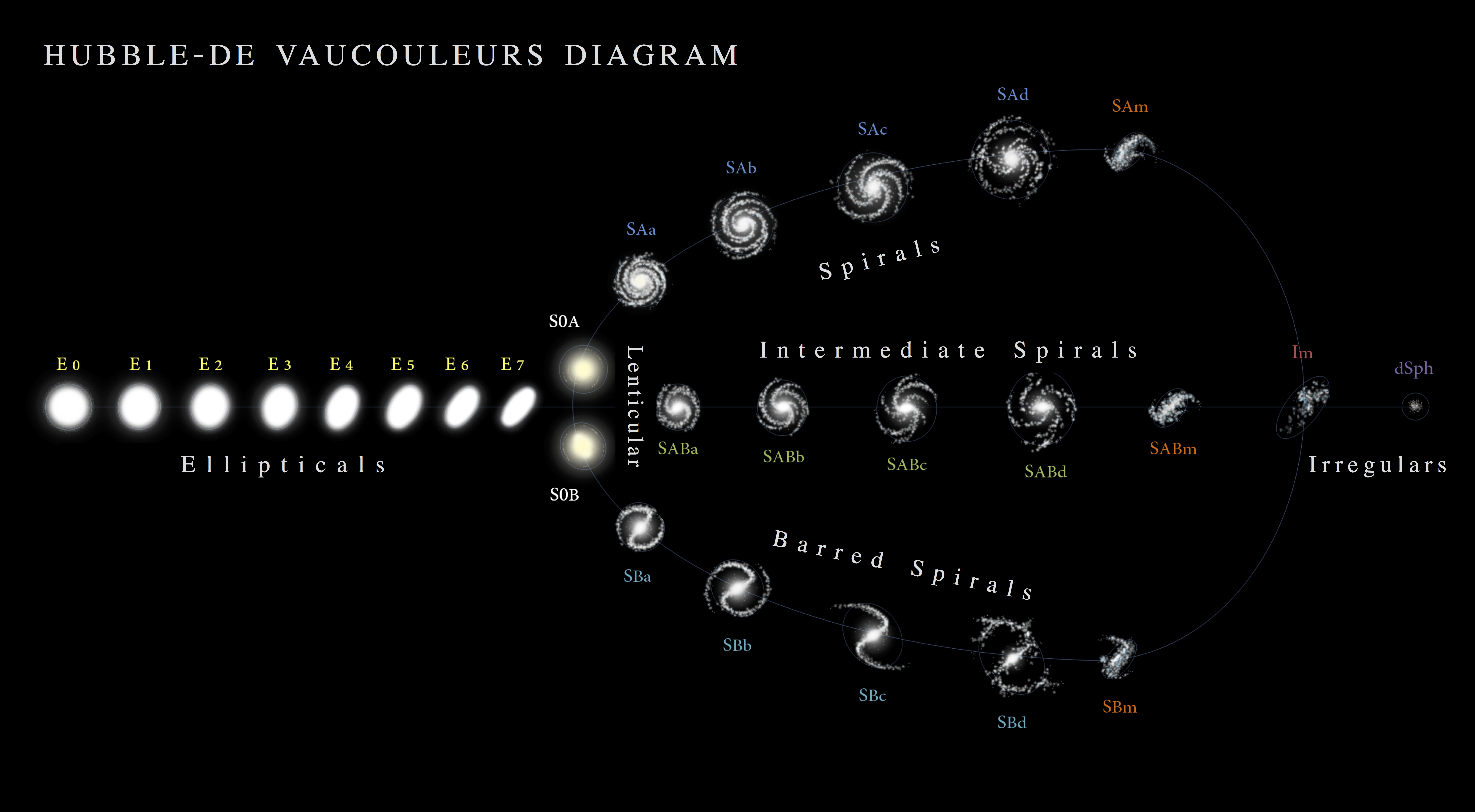
Classification de Vaucouleurs, qui prolonge la séquence de Hubble.

À la suite d'une simulation numérique, des spécialistes ont suggéré que la Galaxie comprend deux motifs en spirale : une structure interne (composée du bras du Sagittaire) qui pivote rapidement (à l'échelle astronomique) et une structure externe (comprenant les bras de la Carène et de Persée) de vitesse angulaire moindre et dont les bras sont étroitement enroulés. Selon ce scénario, le motif externe mènerait à la création d'un pseudo-anneau selon la classification de Vaucouleurs et ces deux motifs seraient reliés par le bras du Cygne.

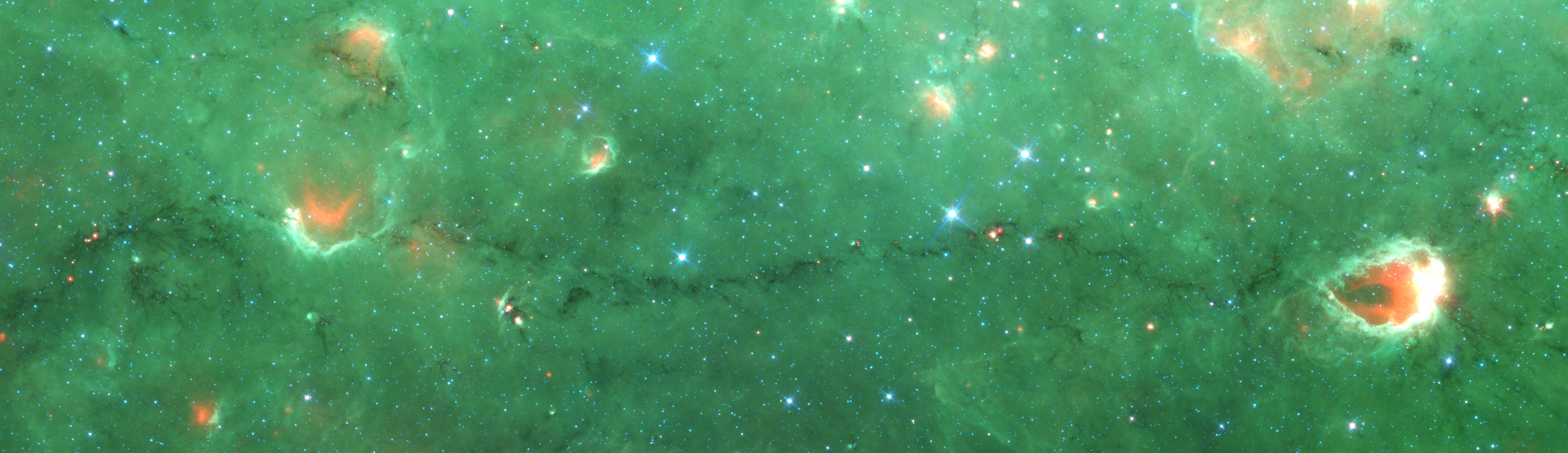
Le long nuage moléculaire en forme de filament surnommé « Nessie » (en noir) est probablement l'épine dorsale du bras Écu-Croix.

L'anneau de la Licorne (ou anneau extérieur) est formé de gaz et d'étoiles arrachés d'autres galaxies voici des milliards d'années. Cependant, des scientifiques avancent que ce n'est qu'une région plus dense produite par un évasement et une torsion du disque épais de la Voie lactée. Un scientifique avance plutôt que ce serait la composante d'un courant stellaire issu de la fusion d'une galaxie avec la Voie lactée.

### Halo
Le disque galactique est entouré d'un halo sphéroïdal composé de vieilles étoiles et d'amas globulaires, dont 90 % se trouvent à moins de 100 000 al du centre galactique. Cependant, quelques amas globulaires ont été découverts à des distances plus grandes, tels que PAL 4 et AM1 à plus de 200 000 al du centre galactique. Environ 40 % des amas de la Galaxie suivent une orbite rétrograde, et donc tournent en sens inverse de la Voie lactée. Les amas globulaires peuvent suivre une rosette de Klemperer autour de la Voie lactée (alors que les planètes suivent une orbite elliptique autour d'une étoile).
Même si le disque contient de la poussière qui absorbe certaines longueurs d'onde, ce qui masque des objets célestes, le halo est transparent. La création des étoiles se déroule dans le disque (plus particulièrement dans les bras spiraux, plus denses en jeunes étoiles), mais pas dans le halo parce qu'il comprend trop peu de gaz suffisamment froid, condition essentielle à la naissance des étoiles. Les amas ouverts sont surtout situés dans le disque.
Les découvertes au début du XXIe siècle ont permis de mieux comprendre la structure de la Voie lactée. Après avoir découvert que la galaxie d'Andromède est plus vaste que les études antérieures ne le laissaient supposer, il est apparu raisonnable d'avancer que la Voie lactée soit également plus vaste, hypothèse soutenue par la découverte d'une extension au bras du Cygne, et d'une extension au bras Écu-Croix.
En janvier 2006, l'astronome Mario Jurić et des collaborateurs annoncent que les observations du SDSS, un programme de relevé des objets célestes, ont mis au jour une énorme structure diffuse — elle occupe une surface 5 000 fois plus grande que la pleine lune — que les modèles actuels ne peuvent expliquer. Cet ensemble d'étoiles s'élève presque perpendiculairement au plan des bras spiraux. Cette structure pourrait être la conséquence d'une fusion entre la Voie lactée et une galaxie naine. Elle se situe dans la direction de la constellation de la Vierge à environ 30 000 al de la Terre et a reçu temporairement le nom de courant stellaire de la Vierge.

#### Halo gazeux
Les observations du télescope spatial Chandra, de l'observatoire spatial XMM-Newton et du télescope spatial Suzaku laissent penser que la Voie lactée est entourée d'un halo constitué d'une grande quantité de gaz chauds. Il s'étend sur des centaines de milliers d'années-lumière, notablement plus loin que le halo stellaire, jusqu'à proximité du Petit et du Grand nuages de Magellan. Ce halo gazeux pèse presque autant que la Voie lactée,,. La température de son gaz se situe entre 1 million et 2,5 millions kelvins.
L'étude de galaxies lointaines permet de conclure que l'Univers contenait six fois moins de matière baryonique (ordinaire) que de matière noire quand il était âgé de quelques milliards d'années. Aujourd'hui, les observations des galaxies proches, telle la Voie lactée, ne permettent que de décompter la moitié de ces baryons. Si l'hypothèse de l'égalité des masses du halo et de la Voie lactée est confirmée, les baryons manquants seraient décomptés.

### Position et voisinage du Soleil
Le Soleil se trouve dans le Nuage interstellaire local de la bulle locale, près du côté intérieur du bras spiral d'Orion et près de la ceinture de Gould, à 27 200 ± 1 100 al du centre galactique,,. Il est à une distance de 16 à 98 al du plan principal du disque galactique. Le bras local et le bras le plus proche, celui de Persée, sont distants d'environ 6 500 al. Le Système solaire est situé à l'intérieur de la zone habitable galactique.
La magnitude absolue de la Voie lactée est de -20,5. Environ 208 étoiles sont plus brillantes que 8,5 en magnitude absolue à l'intérieur d'une sphère d'un rayon de 49 al centrée sur le Soleil, soit une étoile pour 2 360 al3. Par ailleurs, 64 étoiles de toutes magnitudes, mais en excluant quatre naines brunes, se trouvent dans un rayon de 16 al du Soleil, soit une étoile pour 284 al3. Ces deux calculs montrent qu'il y a notablement plus d'étoiles de faible luminosité que d'étoiles de grande luminosité. Dans tout le ciel terrestre, environ 500 étoiles ont une magnitude apparente supérieure ou égale à 4 alors que 15,5 millions ont une magnitude apparente d'au moins 14.
Le Soleil emprunterait une orbite elliptique perturbée par les bras spiraux et la répartition inégale de la masse dans la Galaxie. De plus, relativement au plan galactique, la trajectoire du Soleil oscille environ 2,7 fois par orbite. Des scientifiques ont posé l'hypothèse que ces oscillations coïncidaient avec des extinctions massives du vivant, mais l'analyse du transit du Soleil dans les structures spirales n'a produit aucune corrélation.
Le Système solaire complète une orbite autour de la Voie lactée en 240 millions d'années environ, au cours d'une année galactique. Le Soleil aurait donc accompli de 18 à 20 orbites galactiques depuis sa naissance. La vitesse orbitale du Système solaire autour du centre galactique est d'environ 220 km/s. Le Soleil se déplace dans l'héliosphère à 84 000 km/h. À cette vitesse, il parcourt une année-lumière en 1 400 ans, soit une unité astronomique en huit jours. Le Système solaire se dirige vers la constellation du Scorpion, qui se trouve sur l'écliptique.

### Rotation galactique

Courbe de rotation galactique de la Voie lactée. L'axe vertical indique la vitesse tangentielle autour du centre galactique, alors que l'axe horizontal indique la distance du centre galactique. Le Soleil se trouve au point circulaire jaune. Les vitesses observées sont en bleu, alors que les vitesses prédites se trouvent sur la courbe en orange.

Les étoiles et le gaz de la Voie lactée effectuent une rotation différentielle autour du centre galactique, ce qui signifie que la période de rotation varie selon la position. Comme dans les autres galaxies spirales, la vitesse orbitale de la plupart des étoiles de la Voie lactée ne dépend pas fortement de la distance au centre. À une distance éloignée du bulbe galactique et du bord extérieur, la vitesse orbitale des étoiles se situe entre 210 et 240 km/s. Dans le Système solaire, l'attraction gravitationnelle entre deux corps célestes domine la mécanique céleste : la vitesse d'un corps change selon l'orbite qu'il parcourt. La courbe de rotation galactique de la Voie lactée permet d'observer que les vitesses orbitales près du centre sont trop faibles par rapport à la vitesse théorique, alors qu'à une distance supérieure à 7 kpc (environ 25 000 al), les vitesses sont trop élevées. Ces différences ne peuvent être expliquées par la loi universelle de la gravitation,,.
Selon les lois de Kepler, si un corps céleste orbite autour d'un corps plus massif, sa vitesse orbitale diminue lorsque la distance entre les deux corps augmente. Selon ces lois, la masse de la Voie lactée, constituée d'étoiles, de gaz interstellaire et de matière ordinaire (baryonique), ne peut expliquer les vitesses orbitales des corps célestes lointains. Puisque la courbe des vitesses observées est relativement plate, ces lois nécessitent d'envisager la présence d'une masse supplémentaire formée d'une matière qui n'émet ni n'absorbe d'ondes électromagnétiques : elle a été appelée « matière noire ». La courbe de rotation de la Voie lactée n'obéit à la loi universelle de rotation des galaxies spirales, que si l'influence de la matière noire est incluse. Cependant, quelques astronomes adoptent d'autres théories, telle que la théorie MOND, qui modifie la loi de la gravitation universelle tout en rejetant l'existence de la matière noire parce qu'elle n'a pas encore été détectée avec certitude.

## Environnement
La Voie lactée et la galaxie d'Andromède appartiennent à un ensemble de cinquante galaxies rapprochées qui forment le Groupe local, lui-même partie du superamas de la Vierge. Ce dernier appartient à une structure plus grande, le superamas de Laniakea,.
Deux petites galaxies et un certain nombre de galaxies naines du Groupe local orbitent autour de la Voie lactée. Le diamètre de la plus grande, le Grand Nuage de Magellan, est de 14 000 années-lumière. Son proche compagnon est le Petit Nuage de Magellan, une galaxie irrégulière. Un pont de matière composé essentiellement de gaz d'hydrogène atomique neutre (non ionisé), le courant magellanique, s'étend sur environ 140 degrés de la sphère céleste et relie la Voie lactée aux deux nuages de Magellan. Les forces de marée s'exerçant entre ces trois galaxies seraient la cause première de l'existence du pont. Des galaxies naines orbitent autour de la Voie lactée, dont le Grand Chien, la galaxie naine du Sagittaire, la Petite Ourse, la galaxie naine du Sculpteur, la galaxie naine du Sextant, la galaxie naine du Fourneau et Lion I. Le diamètre des plus petites galaxies naines de la Voie lactée, la galaxie naine de la Carène, la galaxie naine du Dragon et Lion II, atteignent 500 al D'autres galaxies naines sont peut-être dynamiquement rattachées à la Galaxie, hypothèse soutenue par l'observation en 2015 de neuf satellites inconnus de la Voie lactée. Elle a aussi absorbé des galaxies naines, telle Omega Centauri.
En 2006, des chercheurs rapportent avoir expliqué une déformation du disque de la Voie lactée. Elle est causée par le déplacement des nuages de Magellan, lesquels provoquent des vibrations lorsqu'ils passent près des bords du disque. À cause de leur masse relativement faible, environ 2 % de la masse de la Voie lactée, les scientifiques jugeaient leur influence insignifiante. Selon un modèle informatique, le mouvement de ces deux galaxies crée un sillage de matière noire qui amplifie leur influence sur la Voie lactée.
En 2014, des scientifiques rapportent que la majorité des galaxies satellitaires de la Voie lactée se trouvent à l'intérieur d'un énorme disque, la plupart se déplaçant dans la même direction. Cette découverte remet en question le modèle cosmologique standard qui avance qu'elles se forment dans les halos de matière noire, sont distribuées au hasard et se déplacent dans n'importe quelle direction.
La Galaxie se déplace en direction du Grand attracteur et d'autres amas de galaxies, dont le superamas de Shapley. Des observations complétées en 2014 laissent penser que la galaxie d'Andromède se rapproche de la Voie lactée à une vitesse comprise entre 100 et 140 km/s. D'ici trois à quatre milliards d'années, les deux pourraient entrer en collision, sauf si d'autres objets célestes ne viennent modifier leur course. Si elles entrent en collision, les probabilités de collisions stellaires sont extrêmement faibles. Il est plus probable que les deux galaxies fusionnent pour former une galaxie elliptique ou peut-être une immense galaxie à disque en l'espace d'environ un milliard d'années.
| Terre, avec système de coordonnées · Système solaire, avec système de coordonnées · Voisinage interstellaire, avec système de coordonnées · Voie lactée, avec système de coordonnées |
| Groupe local, avec système de coordonnées · Superamas de la Vierge, avec système de coordonnées · Superamas de galaxies, avec système de coordonnées · Univers observable, avec système de coordonnées |
| De la gauche à la droite et de haut en bas, les objets célestes s'emboîtent. Par exemple, la Terre à la gauche en haut fait partie du Système solaire à sa droite ; le texte en rouge montre où elle se trouve dans ce dernier. Dans l'ordre, les illustrations montrent : - la Terre - le Système solaire - le Nuage interstellaire local - la Voie lactée - le Groupe local - le superamas de la Vierge - les superamas de galaxies - l'Univers observable |

## Vitesse
Même si la relativité restreinte et la relativité générale affirment qu'il ne faut préférer aucun référentiel inertiel, il est utile d'analyser le déplacement de la Voie lactée relativement à un référentiel cosmologique.
Le flux de Hubble, c'est-à-dire le mouvement apparent des galaxies causé par l'expansion de l'Univers, constitue l'un de ces référentiels cosmologiques. Chaque galaxie, y compris la Voie lactée, est animée d'une vitesse propre, qui diffère du flux de Hubble. Pour comparer la vitesse de la Voie lactée au flux de Hubble, il faut observer un volume suffisamment grand pour que l'influence de l'expansion de l'Univers surpasse celle des déplacements aux échelles galactiques. À cette échelle, le déplacement moyen des galaxies dans ce volume égale le flux de Hubble. Après avoir soustrait le flux de Hubble, des astronomes ont estimé la vitesse de la Voie lactée à 630 km/s. Comparativement au fond diffus cosmologique, un autre référentiel, la vitesse moyenne de la Voie lactée est de 631 ± 20 km/s. Selon les observations des satellites Cosmic Background Explorer (COBE) et Wilkinson Microwave Anisotropy Probe (WMAP), elle se déplace à la vitesse de 552 ± 6 km/s. L'effet conjugué de l'attracteur Shapley et du Répulseur du dipôle expliquerait la vitesse de la Galaxie,.

## Dans l'art

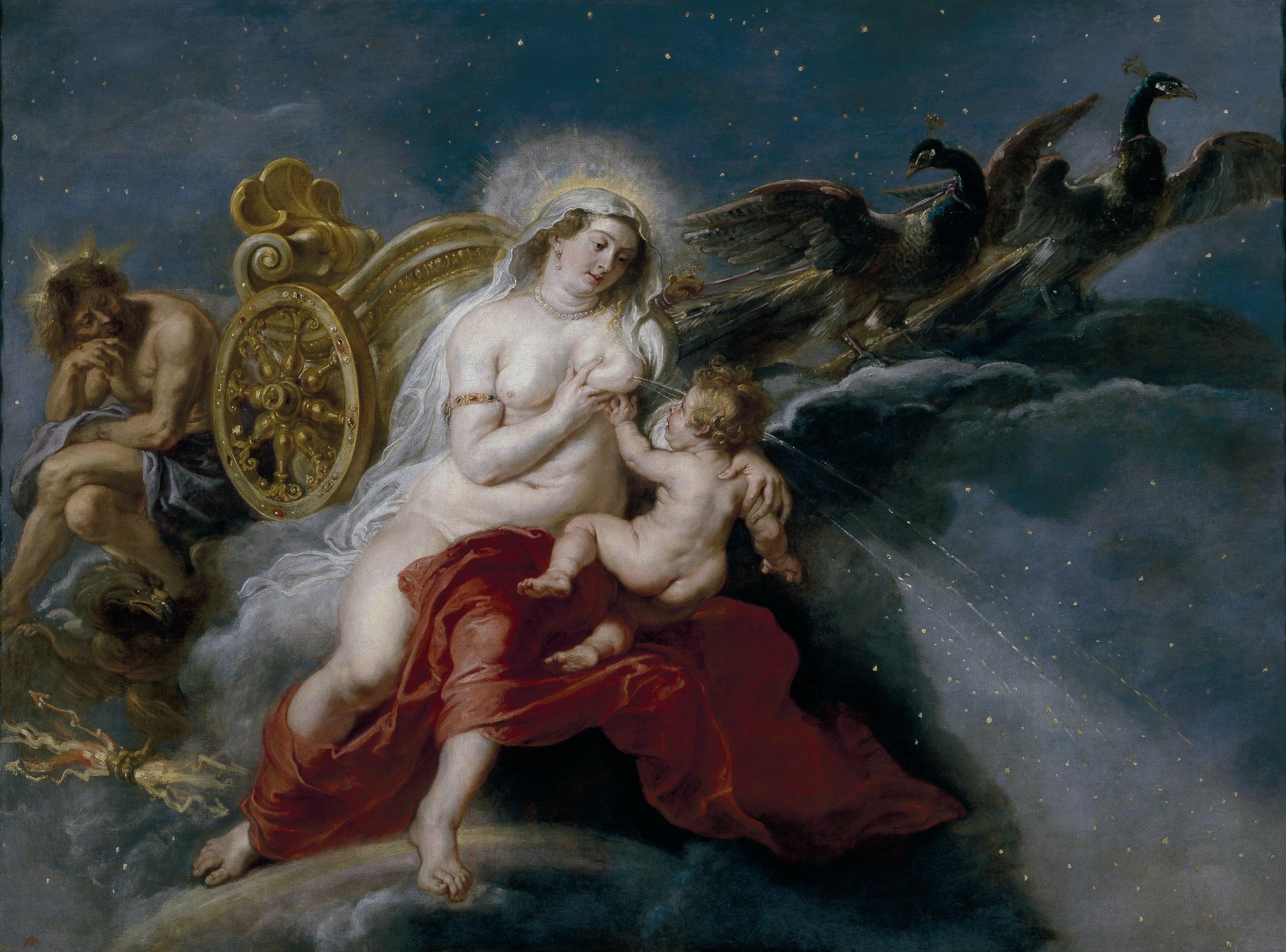
L'Origine de la Voie lactée de Rubens.

Une toile du Tintoret, L'Origine de la Voie lactée, est dévoilée en 1570. La Fuite en Égypte (1609) du peintre allemand Adam Elsheimer est l'une des premières représentations réalistes et détaillées de la Voie lactée. L'Origine de la Voie lactée est un tableau de Pierre Paul Rubens, peint entre 1636 et 1638.
Abîme - La Voie lactée est un poème de Victor Hugo publié dans le recueil La Légende des siècles (1855-1876). La Voie lactée est un long poème de Théodore de Banville chantant la gloire des poètes (dans le recueil Les Cariatides publié en 1842). Dans sa Chanson du mal-aimé (parue dans le recueil Alcools en 1913), Guillaume Apollinaire cite la Voie lactée au détour d'une strophe.
La Voie lactée est le sujet de quantité de photos publiées sur le Web. Des groupes de médias et des particuliers publient des photos de la Voie lactée. Par exemple, le blogue du journal Le Monde publie des photos de la Galaxie. Par ailleurs, les magazines scientifiques, principalement d'astronomie, publient régulièrement des photos de la Voie lactée. Par exemple, le magazine National Geographic publie des clichés en exposition longue pris de nuit où la Voie lactée forme des figures géométriques.
Des associations et des institutions publient des vidéos montrant la Voie lactée. Par exemple, le Réseau canadien d'information sur le patrimoine publie une vidéo sur la Voie lactée. Le magazine National Geographic publie la vidéo Au cœur de la Voie lactée, un voyage imaginaire dans notre Galaxie.